# Beamforming

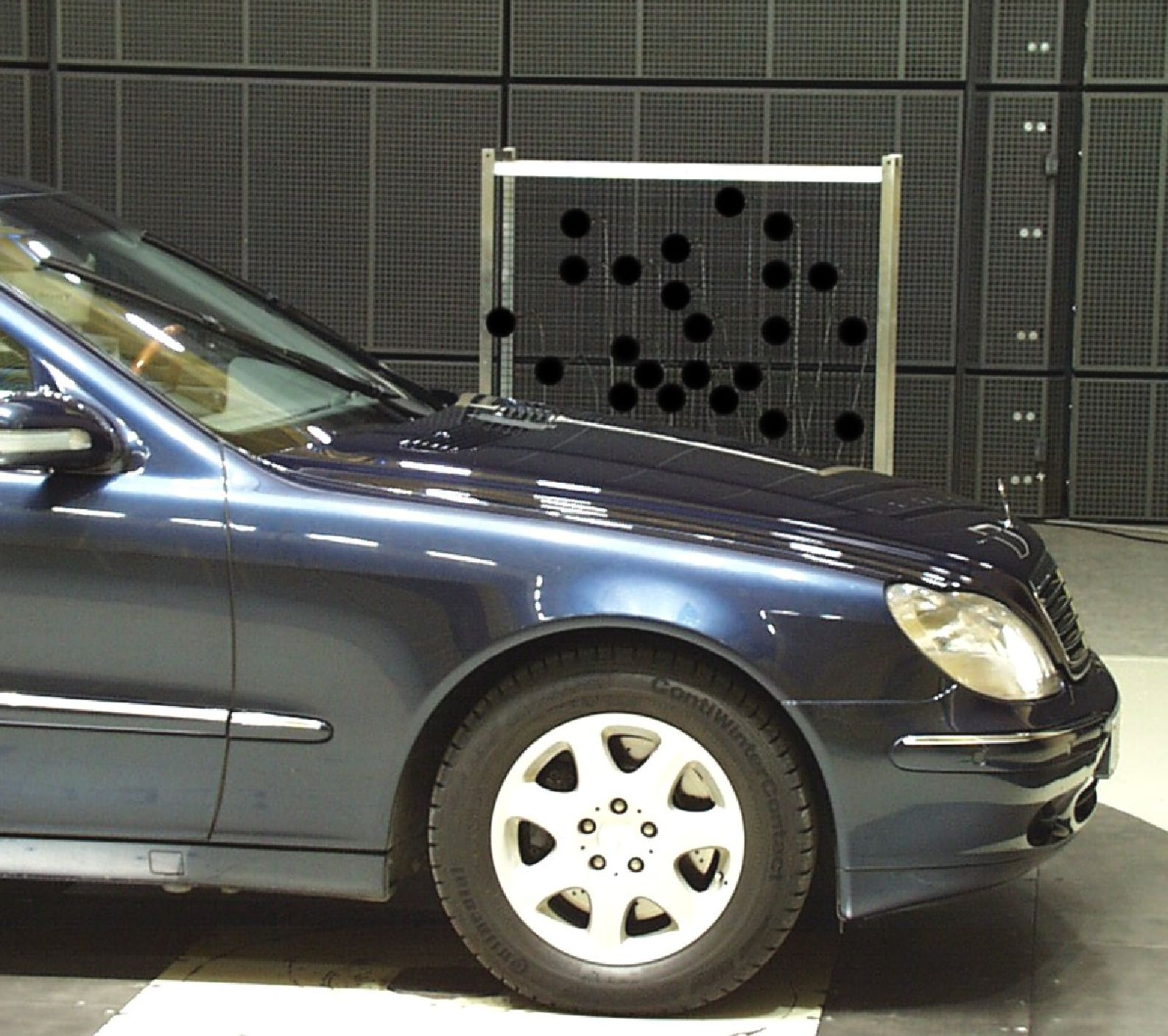
Mikrofonarray
(die schwarzen Kreise im Hintergrund)
in einem aeroakustischen Windkanal
(FKFS, Stuttgart)

Beamforming (engl., wörtlich "Strahl-Formung") ist ein Verfahren zur Positionsbestimmung von Quellen in Wellenfeldern (z. B. Schallfeldern). Entsprechende Vorrichtungen werden auch akustische Kamera, Mikrofonarray oder akustische Antenne genannt.
Zur Verwendung bei Antennen s. u.

## In der Akustik
In der Akustik wird Beamforming meistens dann eingesetzt, wenn Messungen in der Nähe des Messobjektes nicht oder nur mit großem Aufwand möglich sind, z. B. bei landenden Flugzeugen oder vorbeifahrenden Zügen. Daher wurde in der einschlägigen Literatur auch schon der Begriff „akustisches Teleskop“ eingeführt.
Die Mikrofonanordnung erfolgt meistens auf einer ebenen Fläche, in der Regel linien-, kreuz-, ring- oder spiralförmig, z. T. auch quasi-zufallsverteilt.

### Messprinzip

Messprinzip des akustischen Beamformings

Das Messprinzip beruht darauf, dass das Mikrofonarray auf die verschiedenen Messpunkte auf dem Messobjekt fokussiert wird. Dies erfolgt durch eine Zeitverschiebung der vom jeweiligen Mikrofon erfassten Schallsignale, die der Laufzeit vom Messpunkt zu diesem Mikrofon entspricht. Schall-Laufzeiten lassen sich durch Multiplikation mit der Schallgeschwindigkeit in Abstände umrechnen.
Die zeitkorrigierten Signale aller Mikrofone werden summiert, wodurch sich ein dem jeweiligen Messpunkt zugeordnetes Zeitsignal (d. h. Signalverlauf über der Zeit) ergibt. Der Schall von Quellen an anderen Positionen wird dabei gedämpft, da deren Signale nicht mehr vollständig zeitkorrigiert sind und sich teilweise destruktiv überlagern; hingegen wird der vom jeweiligen Messpunkt (Fokuspunkt) abgestrahlte Schall verstärkt.
Die Qualität des Beamformers wird oft durch die Verwendung aufwendiger digitaler Filter gesteigert.
Der Frequenzbereich von Beamforming-Arrays wird nach unten durch die Array-Größe begrenzt: je größer das Array, desto niedriger seine Grenzfrequenz.
Die obere Begrenzung des Frequenzbereichs erfolgt durch das zunehmende Auftreten von Schein-Schallquellen (Alias-Effekt). Diese treten besonders bei regelmäßig angeordneten Mikrofonen auf und führen zu Fehlinterpretationen. Die Grenzfrequenz, oberhalb der diese Erscheinungen auftreten, ist umso höher, je kleiner der Abstand der Mikrofone zueinander ist.
Meistens wird die Bedeutung der Schallquellen in einem Farbcode dargestellt und in ein konventionelles Videobild des Messobjektes eingeblendet. Auf diese Weise können die Positionen der Hauptschallquellen einfach erkannt werden. Auch frequenzselektive Darstellungen sind dabei möglich.

### Anwendungen
- Lokalisation und Bewertung von Schallquellen
- Ausblenden von Störquellen; dies funktioniert nach dem gleichen Prinzip wie die Lokalisation, jedoch werden die Filter dahingehend optimiert, den von einem oder mehreren Orten abgestrahlten Schall bestmöglich zu unterdrücken, z. B. bei Handy-Freisprecheinrichtungen in Fahrzeugen.

## Beamforming bei Antennen

### Analoges Beamforming
Der bei Antennen für elektromagnetische Strahlung verwendete Begriff Beamforming network (BFN) steht für eine Schaltung, die das Strahlungsprofil einer Antenne einer beliebig gestalteten geometrischen Kontur anpasst. Die Formung des Antennendiagramms geschieht hier meist noch analog, das heißt, eine phasen- und amplitudenrichtige Summe von Einzelstrahlern wird auf der Ebene der Hochfrequenz erzeugt.
Die Antennen moderner Fernsehsatelliten besitzen ein Abstrahlungsprofil, das sich an der Kontur der Landfläche orientiert, auf der die Signale empfangen werden sollen. Dazu strahlen mehrere Feeds auf einen gemeinsamen Parabolreflektor. Zur Feinanpassung wird ein entsprechend geformter Sekundärreflektor zwischengeschaltet.

### Digitales Beamforming
Bei digitalem Beamforming wird in einer Phased-Array-Antenne jedem Antennenelement ein Empfänger mit Analog-Digital-Umsetzer zugeordnet. Mit der dann folgenden digitalen Summierung sind virtuell beliebig viele Antennendiagramme erzeugbar. Das ist möglich, weil digitale Signale verlustlos kopiert werden können. In jeder Kopie werden in einem Beamform Prozessor jedem Einzelsignal mathematisch Phasen- und Amplitudenänderungen hinzugerechnet und so ein virtuelles Antennendiagramm mit unterschiedlicher Richtung erzeugt.